# José Manuel Moreno (kolarz)
José Manuel Moreno Periñán (ur. 7 maja 1969 w Amsterdamie) – hiszpański kolarz torowy, mistrz olimpijski.

## Kariera
Największy sukces w karierze José Manuel Moreno osiągnął w 1992 roku, kiedy zdobył złoty medal w wyścigu na 1 km podczas igrzysk olimpijskich w Barcelonie. W zawodach tych bezpośrednio wyprzedził Australijczyka Shane’a Kelly’ego oraz Erina Hartwella z USA. Był to jedyny medal wywalczony przez Moreno na międzynarodowej imprezie tej rangi. Na tych samych igrzyskach wystartował także w sprincie indywidualnym, który ukończył na ósmej pozycji. Hiszpan brał także udział w igrzyskach w Seulu w 1988 roku oraz igrzyskach w Atlancie w 1996 roku, ale w obu przypadkach odpadał we wczesnej fazie rywalizacji w sprincie. Wspólnie z kolegami z reprezentacji zajął szóste miejsce w sprincie drużynowym na mistrzostwach świata w Bordeaux w 1998 roku.